# Yining Airport
Yining Airport (kinesiska: 伊宁机场, Yíníng Jīchǎng) är en flygplats i Kina. Den ligger i den autonoma regionen Xinjiang, i den nordvästra delen av landet, omkring 500 kilometer väster om regionhuvudstaden Ürümqi.
Runt Yining Airport är det ganska glesbefolkat, med 36 invånare per kvadratkilometer. Närmaste större samhälle är Yili, 6,3 km söder om Yining Airport. Trakten runt Yining Airport består i huvudsak av gräsmarker.
Genomsnittlig årsnederbörd är 469 millimeter. Den regnigaste månaden är augusti, med i genomsnitt 53 mm nederbörd, och den torraste är mars, med 18 mm nederbörd.